# Урень (приток Барыша)
Уре́нь — река в Ульяновской области России. Правый приток реки Барыш. Протекает в Майнском и Карсунском районах.

## География
Река Урень берёт начало в лесах у села Прислониха. Течёт на запад через населённые пункты Прислониха, Языково, Базарный Урень, Урено-Карлинское, Белозерье. Устье реки находится в 60 км по правому берегу реки Барыш недалеко от села Усть-Урень. Длина реки — 43 км или 54 км, площадь водосборного бассейна — 590 км².
Протекает по открытым ландшафтам, лишь исток находится у крупного лесного массива. Исток находится на высоте 255 метров над уровнем моря, устье на высоте 100 метров над уровнем моря. Грунт глинистый и галечниковый. Ширина в среднем течении 5—7 м, течение быстрое, глубина 1—1,5 м. Русло заросшее ивняком, чёрной ольхой, зарастаемость не сильная.
Правый приток — ручей Уренек.

## Данные водного реестра
По данным государственного водного реестра России относится к Верхневолжскому бассейновому округу, водохозяйственный участок реки — Сура от Сурского гидроузла и до устья реки Алатырь, речной подбассейн реки — Сура. Речной бассейн реки — (Верхняя) Волга до Куйбышевского водохранилища (без бассейна Оки).
Код объекта в государственном водном реестре — 08010500312110000037354.

## Этимология
По поводу ручья Урень в Оренбургской области топонимист С. М. Стрельников пишет, что этимология не установлена, считая малоубедительным сопоставление с татарско-башкирским урын - "местность".

## В искусстве
Берега реки Урень изображена на заднем плане картины Аркадия Пластова «Весна» (1954, холст, масло, 210 × 123 см, Государственная Третьяковская галерея, Москва).